# Protea welwitschii
Protea welwitschii  es un arbusto multicaule o pequeño y nudoso árbol que se produce en las praderas y sabana. 

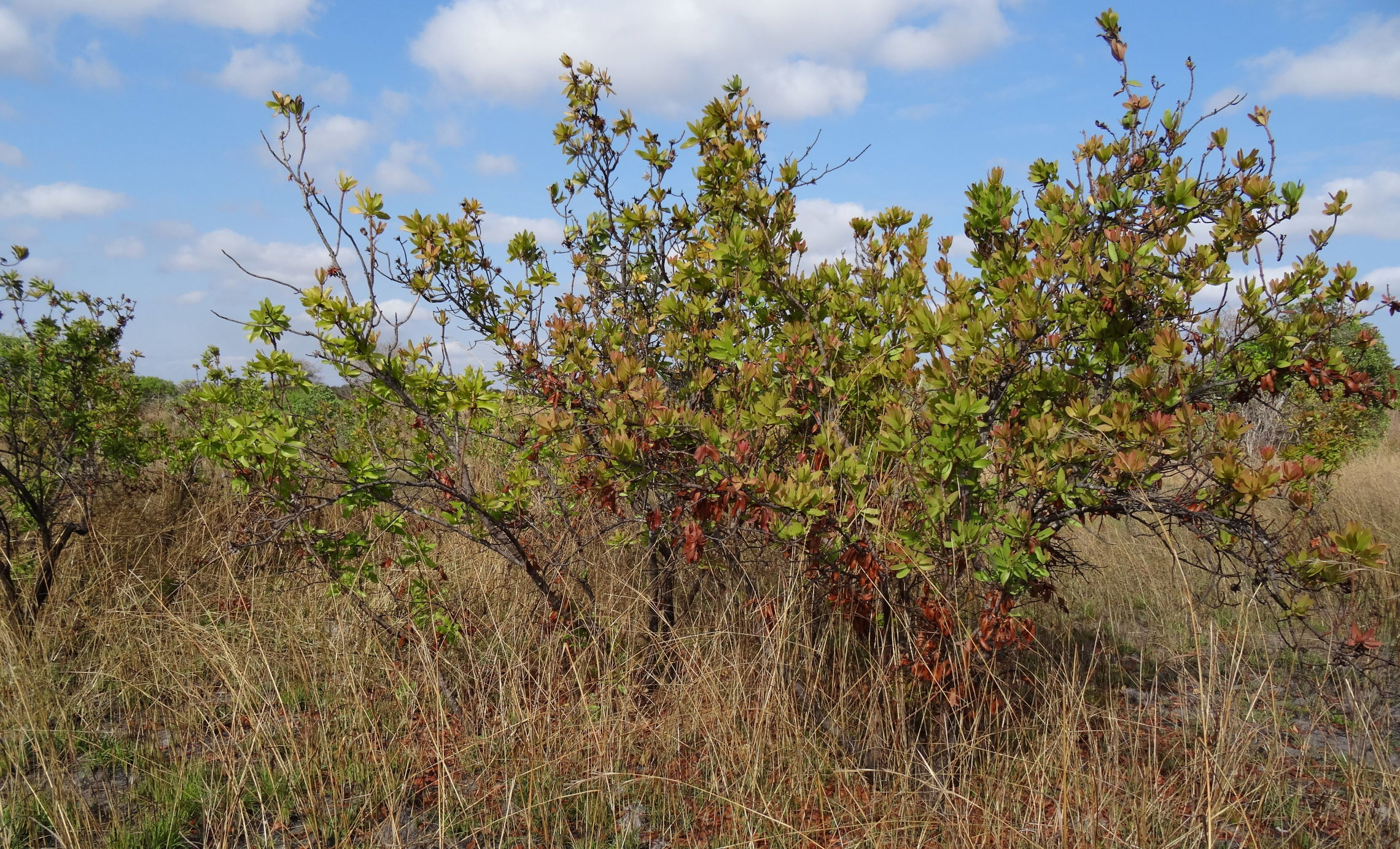
Vista de la planta en su hábitat

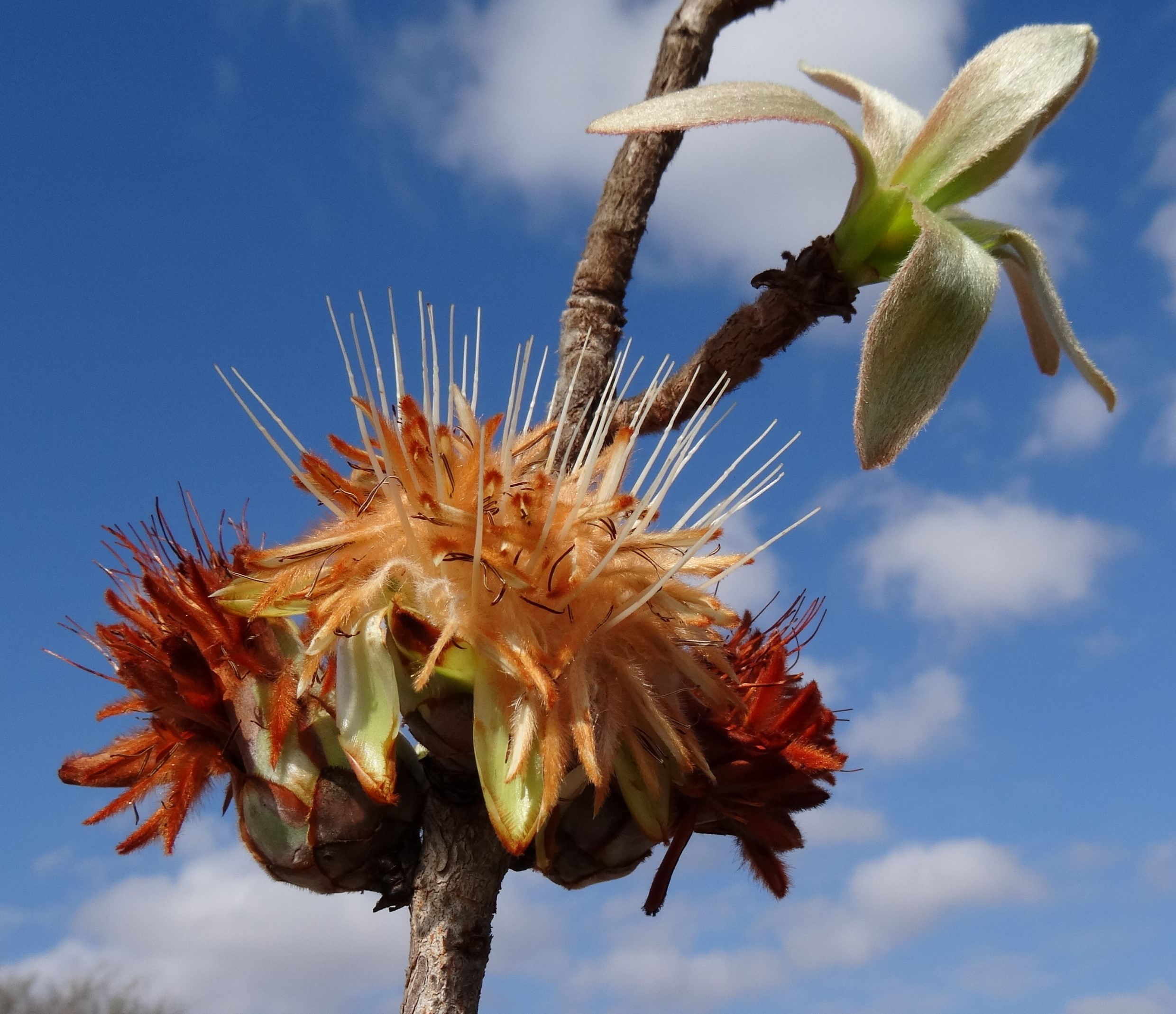
Inflorescencia

## Descripción
Las hojas son de color verde azulado y peludas en la base en la madurez. Las flores generalmente en grupos de 3 o 4. La fruta es una núcula densamente peluda. Arbusto muy ramificado llega a convertirse en árbol frondoso de 1-3 (-5) m de alto; con tronco principal rugoso, de 30 cm, con corteza fisurada irregular marrón-negro.  

## Ecología
Variable en los hábitats, se encuentra en el arbolado de Brachystegia, en fynbos de ericáceas, pero por lo general en los pastizales de montaña; a una altitud de 1800-2900 metros o lugares de hierba húmeda a 1.220 m (E África); valle de pastizales (dambos) y ocasionalmente en los pastizales; 1500-2400 m (C & SE trop. Afr.).

## Taxonomía
Protea welwitschii fue descrito por Adolf Engler y publicado en Über die Hochgebirgsflora des tropischen Afrika 196. 1892.
Etimología
Protea: nombre genérico que fue creado en 1735 por Carlos Linneo en honor al dios de la mitología griega Proteo que podía cambiar de forma a voluntad, dado que las proteas tienen muchas formas diferentes. 
welwitschii: epíteto otorgado en honor del botánico austriaco Friedrich Martin Josef Welwitsch.
Variedades aceptadas
- Protea welwitschii subsp. adolphi-friderici (Engl.) Beard
- Protea welwitschii subsp. melliodora (Engl. & Gilg) Beard

Sinonimia
- Leucadendron welwitschii (Engl.) Hiern
- Protea hirta Klotzsch
- Protea hirta subsp. glabrescens Beard
- Protea myrsinifolia Engl. & Gilg
- Protea welwitschii subsp. glabrescens (Beard) Beard
- Protea welwitschii subsp. hirta Beard[3]
- Protea hirta Klotzsch non L.non L.
- Protea abyssinica var. adolphi-fridericii Engl.
- Protea congensis Engl. (1902)
- Protea eickii Engl. (1902)
- Protea kirkii C.H. Wright (1909)
- Protea leucoblepharis (Hiern) Baker
- Leucadendron leucoblepharis Hiern (1900)
- Protea melliodora Engl. & Gilg (1903)
- Protea obtusifolia De Wild. (1921)
- Protea swynnertonii S. Moore (1911)
- Protea uhehensis Engl. (1899)
- Protea goetzeana Engl. (1902)[1]